# Zumel Trujillo Bravo
Zumel Trujillo Bravo (Cerro de Pasco, 14 de marzo de 1968) es un ingeniero metalúrgico y político peruano. Fue alcalde del distrito de Simón Bolívar que forma parte del área metropolitana de la ciudad de Cerro de Pasco entre 2015 y 2018.
Nació en Cerro de Pasco, Perú, el 14 de marzo de 1968, hijo de Marcial Trujillo Ciriaco y Reyna Bravo Campos. Cursó sus estudios primarios y secundarios en su ciudad natal. Entre 1986 y 2002 cursó estudios superiores de ingeniería metalúrgica en la Universidad Nacional Daniel Alcides Carrión de esa ciudad.
Su primera participación política se dio en las elecciones municipales de 1998 en las que es postuló al cargo de regidor de la provincia de Pasco. En las elecciones municipales del 2002 tentó por primera vez la alcaldía del distrito de Simón Bolívar por Perú Posible. en las elecciones municipales del 2006 tentó nuevamente sin éxito su elección como regidor de la provincia de Pasco y en las elecciones del 2010 la alcaldía de Simón Bolívar. En las elecciones municipales del 2014 recién fue elegido para este cargo. Ante la prohibición de reelección de las autoridades ediles, participó en las elecciones regionales del 2018 como candidato a gobernador regional por el movimiento Pasco Verde sin obtener la representación.